# گشادشدن رگ‌ها

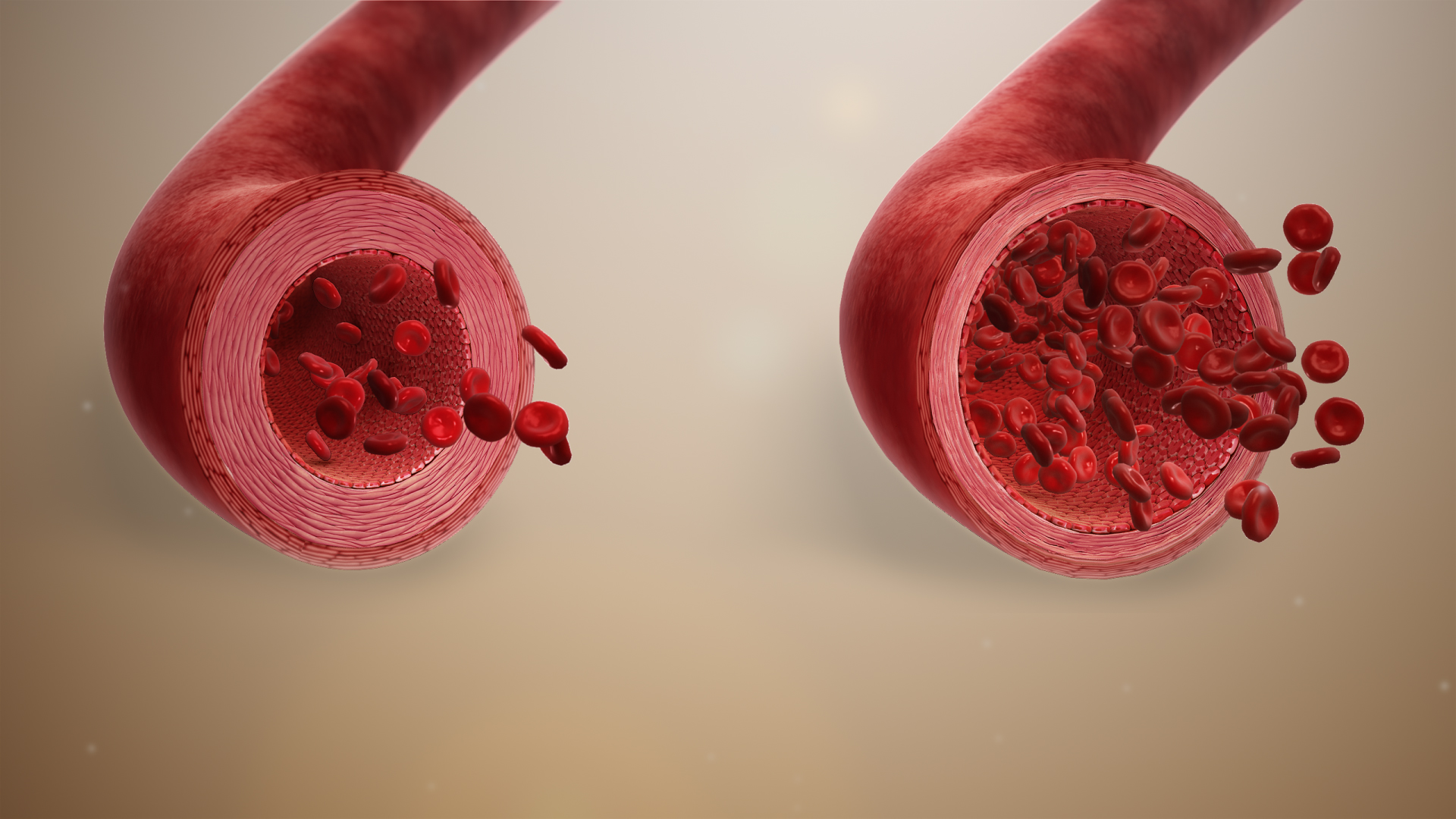
نمایی سه‌بعدی که تفاوت رگ عادی (چپ) و رگ گشادشده (راست) را نشان می‌دهد.

گشادشدن رگ‌ها یا اتساع عروق یا وازودیلاسیون گشادتر شدن رگ خونی است. این پدیده از شل کردن و آرام کردن سلول‌های ماهیچه صاف دیواره رگ‌ها پدید می‌آید. این اصطلاح به‌طور ویژه برای سیاهرگ‌ها، سرخرگ‌ها و سرخرگچه‌‌ها به‌کارمی‌رود. در اثر این پدیده، جریان خون و شدت خونرسانی به بافت بخشی از بدن افزایش می‌یابد تا نیاز آن به خونرسانی بیشتر، تأمین گردد. این پدیده ممکن است در اثر فرایندهای اطراف بافت مورد نظر یا عللی نظیر هورمون‌‌ها یا سامانه عصبی باشد. سازوکارها، فرایندها و رویه‌های گشاد شدن رگ‌ها متعدد هستند و داروهایی برای ایجاد این وضعیت وجود دارد. گاه در جریان درمان، در صورت نیاز از گشودگی رگ‌ها استفاده می‌شود.

## کاربرد گشادکننده‌های رگ
رایج‌ترین کاربرد  وازودیلاتورها کاهش فشار خون در افراد مبتلا به فشار خون بالا یا گردش خون ضعیف مثل سرمازدگی و سندروم رینود (گردش خون ضعیف در دست‌ها و پاها) است. عدم کفایت خون‌رسانی به اندام‌ها یکی از مشکلات بالینی رایج در بیماری‌های مختلف مثل سرطان، دیابت، آرتریت، هیپوتیروئیدی و… می‌باشد. عروق خونی با تنش‌زدایی ماهیچه صاف دیواره عروق (دی اکسیدکربن، نیتریک اکسید، نیترات، آنتاگونیست‌های کلسیم) یا با تغییر سیگنال‌های عصبی که نوازه (تونوسیته) رگ‌ها را کنترل می‌کنند (آلفابلوکرها) گشاد می‌شوند.
دی اکسیدکربن و نیتریک اکسید از قوی‌ترین و بیشترین وازودیلاتورهای طبیعی که در غذاها وجود دارد.
دی‌اکسیدکربن از سوخت‌وساز چربی‌ها و کربوهیدرات‌ها در بدن تولید می‌شود. سطح دی‌اکسیدکربن در تنفس‌های کوتاه و ناقص زیاد می‌شود. نیتریک اکسید از سنتز آرژنین در قسمت‌های مختلف بدن مثل سینوس‌ها تولید می‌شود. آرژنین یک نوع آمینو اسید است که در انواع مختلف غذاها به ویژه گوشت قرمز، ماهی، مرغ، تخم مرغ، شیر و مغزها وجود دارد. احتمال جذب آن هنگام تنفس نیز وجود دارد.